# Convair Modell 58-9
Die Convair Modell 58-9 war ein geplanter US-amerikanischer Überschallpassagierjet, der von der Convair-Division von General Dynamics entwickelt wurde und mit Mach 2 bis zu 52 Passagiere befördern sollte. Er wurde 1961 vom Bomber Convair B-58 Hustler (Convair Model 4) abgeleitet, aber nicht über die Entwurfsphase hinaus weiterverfolgt.

## Entwicklung und Konstruktion
Das Modell 58-9 war der Vorschlag von Convair für den dritten Schritt eines dreistufigen Programms zur Entwicklung eines SST (Supersonic Transport) auf der Grundlage des Überschallbombers B-58 Hustler des Unternehmens. Abgeleitet von der vorgeschlagenen B-58C, einer vergrößerten Mach-3-Version der Hustler, sollte das Modell 58-9 der nächste Schritt sein, nach  einer unveränderten B-58 und einer Version des Bombers mit einem abgeänderten Waffen-Pod, der für fünf Passagieren modifiziert worden wäre. Die Version mit dem zur „Passagierkabine“ umgewandelten externen Waffen-Pod ist ein Zwischenschritt zur endgültigen Version des Airliners.
Die Entwicklung fand in den 1960er Jahren im Zuge eines Konstruktionswettbewerbs im SST-Programm der US-amerikanischen Regierung statt. Dieses Programm wurde von der US-Regierung gestartet, um den US-amerikanischen Anspruch als technologische Führungsnation gegen die sowjetische Tupolew Tu-144 und die britisch/französische Concorde zu verteidigen. Für den Siegerentwurf war die Prototypen-Finanzierung durch Staatsmittel vorgesehen. Konkurrenzentwürfe stellten die Boeing 2707 und die Lockheed L-2000 dar. Während die Entwürfe von Lockheed und Boeing nach der ersten Phase des Wettbewerbs weiter evaluiert wurden, schieden die NAC-60, Douglas 2229 und das Convair Modell 58-9 vorzeitig aus. Am Schluss setzte sich die Boeing 2707 durch, wurde jedoch aus finanziellen, politischen und technologischen Gründen auch nicht verwirklicht.

## Technik
Das Modell 58-9 wurde Anfang 1961 vorgeschlagen und verwendete die Flügelkonstruktion der B-58C, die mit einem völlig neuen, 45,75 m langen Rumpf verbunden werden sollte. Die Kabine des Passagierflugzeugs könnte bis zu 52 Passagiere aufnehmen.  Das Modell 58-9 hatte eine maximale Startmasse von 86.000 kg und eine Reichweite von 4.600 km (2.600 km) bei einer Reisegeschwindigkeit von Mach 2,4. Wenn das Projekt genehmigt worden wäre, wurde von Convair vorausgesagt, dass der erste Prototyp des Flugzeugs innerhalb von drei Jahren nach der Genehmigung des Projekts fliegen konnte, mit achtzehn Monaten Flugerprobung mit vier Prototyp-Flugzeugen nach dem Jungfernflug des Flugzeugs. Es wurde erwartet, dass der militärische Lufttransportdienst während seiner Entwicklung mit dem Modell 58-9 simulierte Flüge durchführen würde.